# Introducción a la evolución
Este artículo es una introducción no técnica de este tema. El artículo principal es Evolución.

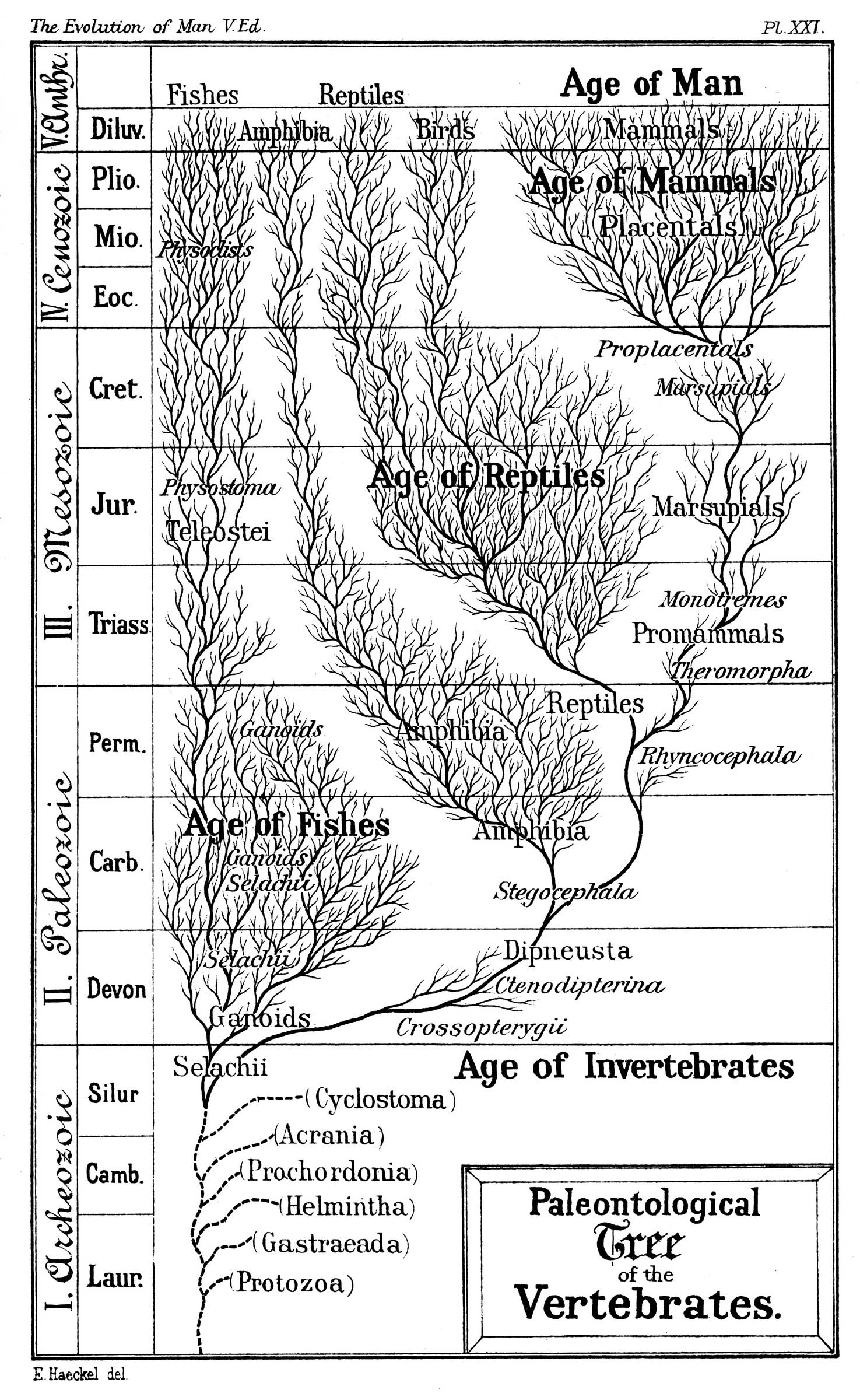
«Árbol paleontológico de los vertebrados», de la 5ª edición de «La evolución del hombre», (Londres, 1910) de Ernst Haeckel. La historia evolutiva de las especies se ha descrito como un árbol con multitud de ramas que salen de un mismo tronco. Aunque el árbol de Haeckel está algo anticuado, ilustra claramente los principios que otras reconstrucciones más modernas y complejas pueden enmarañar

Las poblaciones biológicas evolucionan gracias a cambios genéticos que corresponden a cambios en ciertos rasgos observables de los organismos. Los cambios genéticos incluyen mutaciones causadas por daños o errores de replicación en el ADN de un organismo. Al tiempo que la variación genética de una población deriva de forma aleatoria a lo largo de generaciones, la selección natural hace que los rasgos se hagan gradualmente más o menos comunes según el éxito reproductivo relativo de los organismos con esos rasgos.
La edad de la Tierra es de unos 4470 millones de años. La primera evidencia indudable de la vida en la tierra data al menos de hace 3500 millones de años, durante la Era Eoarcaica, después de que la corteza terrestre comenzara a solidificarse tras la época líquida del eón Hadeico. Se han encontrado fósiles de tapete microbiano en areniscas de 3480 millones de años en Australia occidental. Otra evidencia física muy antigua de sustancia biogénica es el grafito contenido en rocas metasedimentarias de 3700 millones de años halladas en Groenlandia. Se estima que más del 99% de las especies que han vivido en la tierra –cuyo número supera los cinco millones– se han extinguido. Los cálculos sobre el número de especies que actualmente pueblan la Tierra oscilan entre 10 y 14 millones, de las cuales se han documentado 1,2 millones, y más del 85% aún no se han descrito.
Según indican las similitudes entre los organismos actuales, toda la vida de la Tierra se originó (abiogénesis, panspermia) a partir de un antepasado común del que las especies se han ido diferenciando a través del proceso de la evolución. Todos los seres vivos poseen material hereditario en la forma de genes recibidos de sus padres, que después transmiten a su descendencia. En los descendientes hay cierta variación genética debida a la introducción de nuevos genes a causa de cambios aleatorios llamados mutaciones, o por mezcla de los existentes durante la reproducción sexual. La descendencia difiere de los padres en detalles aleatorios. Si estas diferencias son útiles, es más probable que la descendencia sobreviva y llegue a reproducirse: esto significa que más miembros de la siguiente generación presentarán esa diferencia útil y que los individuos no tendrán las mismas posibilidades de reproducirse con éxito. De esta forma, las trazas que aumentan la capacidad de adaptación de un organismo a sus condiciones de vida se hacen más comunes en las poblaciones descendientes, y estas diferencias, acumuladas, resultan en cambios en la población. Este proceso es responsable de la diversidad de formas de vida en el mundo.
Las fuerzas de la evolución se hacen más evidentes cuando las poblaciones quedan aisladas, ya sea por la distancia geográfica u otros mecanismos que impiden el intercambio genético. A lo largo del tiempo, las poblaciones aisladas pueden derivar en nuevas especies.
La mayor parte de las mutaciones genéticas no ayudan a los organismos, ni cambian su aspecto, ni les hacen ningún daño. Por el proceso de deriva genética, estos genes mutados se ordenan de  forma neutral y sobreviven de una a otra generación por puro azar. Por el contrario, la selección natural no es un proceso aleatorio, porque actúa sobre rasgos necesarios para la supervivencia y la reproducción. La selección natural y la deriva genética son partes constantes y dinámicas de la vida, y a lo largo del tiempo han dado forma a la estructura del árbol filogenético.
El conocimiento moderno de la evolución comenzó en 1859 con la publicación de «El origen de las especies», de Charles Darwin. Además, el trabajo de Gregor Mendel con plantas ayudó a explicar los patrones de la herencia genética. Los descubrimientos paleontológicos, los avances en la genética de poblaciones y una red global de investigación científica han proporcionado más detalles sobre el mecanismo de la evolución. En la actualidad, los científicos tienen un buen conocimiento del origen de las nuevas especies (especiación) y han observado este proceso en el laboratorio y en la naturaleza. La evolución es la principal teoría científica que utilizan los biólogos para entender la vida, y se emplea en numerosas materias, entre ellas la medicina, la psicología, la biología de la conservación, la antropología, la criminalística, la agricultura y otras disciplinas socioculturales.

## Resumen simple
- Las formas de vida se reproducen, y por tanto, presentan una tendencia a hacerse más numerosas.
- La descendencia difiere de los progenitores en características menores aleatorias.
- Si las diferencias son útiles, es más probable que la descendencia sobreviva y se reproduzca.
- Esto significa que más descendientes de la próxima generación presentarán estas diferencias útiles.
- Estas diferencias, acumuladas, provocan cambios en la población.
- Con el tiempo, las poblaciones forman ramas separadas y se convierten en nuevas especies.
- Este proceso es responsable de la gran diversidad de formas de vida en el mundo.

## Selección natural
Más información en Antepasado común
En el siglo XIX, las colecciones y museos de historia natural eran un pasatiempo muy popular. La expansión europea y las expediciones navales emplearon a naturalistas y conservadores de museos, que exponían especímenes preservados o vivos de diversas especies de seres vivos. Charles Darwin fue un licenciado en ciencias naturales inglés, que como otros colegas, recababa, catalogaba, describía y estudiaba las vastas colecciones de especímenes que guardaban estos museos. Darwin trabajó como naturalista a bordo del  HMS Beagle durante una expedición científica de cinco años alrededor del mundo. Durante este viaje, observó y recogió abundantes organismos, interesándose especialmente por las distintas formas de vida de las costas sudamericanas y las vecinas islas Galápagos.
Darwin adquirió una gran experiencia recabando y estudiando formas de vida de lugares lejanos. Gracias a estos estudios, formuló la idea de que todas las especies se habían desarrollado a partir de ancestros con características similares. En 1838 describió cómo se había producido este hecho mediante un proceso que denominó selección natural.
La magnitud de una población depende de cuántos recursos dispone para su sustento. Para que la población mantenga el mismo tamaño año tras año debe darse un equilibrio entre dicho tamaño y los recursos a su alcance. Puesto que los organismos producen más descendencia de la que su entorno puede sostener, no todos los individuos nacidos en cada generación sobreviven, y tiene que haber una competición por los recursos que favorecen su supervivencia. Darwin descubrió que no solo era la suerte la que determinaba esta supervivencia, sino que los organismos dependían de las diferencias o «rasgos» de cada organismo individual que favorecen o dificultan la supervivencia y la reproducción. Es más probable que los individuos bien adaptados dejen más descendencia que sus competidores peor adaptados, y por tanto, los rasgos que dificultan la supervivencia y la reproducción desaparecen tras varias generaciones. Por el contrario, los rasgos que facilitan que un organismo sobreviva y se reproduzca se acumulan con el tiempo. Darwin se dio cuenta de que la desigual capacidad para sobrevivir y reproducirse puede causar cambios graduales en la población, y utilizó el término «selección natural» para describir este proceso.
Las observaciones de estas diferencias en los animales y las plantas constituyeron la base de la teoría de la selección natural. Por ejemplo, Dawin observó que las orquídeas y los insectos tienen una estrecha relación que permite la polinización de las plantas. Señaló que las orquídeas presentan numerosas estructuras que atraen a los insectos para que el polen de la flor se prenda del cuerpo del insecto y este lo transporte de una orquídea macho a una hembra. A pesar de la elaborada apariencia de las orquídeas, estas partes especializadas son una modificación de las mismas estructuras básicas que componen otras flores. En su libro «La fecundación de las orquídeas» (1862), Darwin teoriza que las flores de orquídea han adaptado partes ya existentes gracias a la selección natural.
Darwin aún se encontraba realizando sus investigaciones y experimentando con sus ideas sobre la selección natural cuando recibió una carta de Alfred Russel Wallace en la que este describía una teoría muy similar a la suya. Esto condujo a una inmediata publicación conjunta de ambas teorías. Tanto Wallace como Darwin consideraban la historia de la vida como un árbol  genealógico, en el que cada rama representa un antepasado común compartido por distintas especies, y las puntas de estas ramas representan las especies modernas. Para explicar estas relaciones, Darwin afirmó que todos los seres vivientes estaban relacionados, y eso significa que toda la vida desciende de un pequeño número de formas, o incluso de un solo ancestro común. Darwin denominó este proceso «descendencia con modificación».
Darwin publicó su teoría de la evolución por selección natural en su libro «El origen de las especies», publicado en 1859. Su teoría afirma que toda la vida, incluida la humana, es producto de procesos naturales continuos. La implicación de que toda la vida de la Tierra tiene un ancestro común ha encontrado objeciones por parte de ciertos grupos religiosos, cuyas objeciones contrastan con el gran apoyo que muestra la comunidad científica a la teoría de la evolución: en la actualidad, más del 99% de los científicos la respaldan.
La selección natural se suele equiparar con la «supervivencia del mejor adaptado», pero esta expresión se originó en el libro «Principios de biología» de Herbert Spencer, que apareció en 1864, cinco años después de que Charles Darwin publicara su trabajo original. La «supervivencia del mejor adaptado» describe el proceso de selección natural de forma incorrecta, porque la selección natural no solo trata de la supervivencia, y no siempre es el mejor adaptado el que sobrevive

### Cuello de botella poblacional

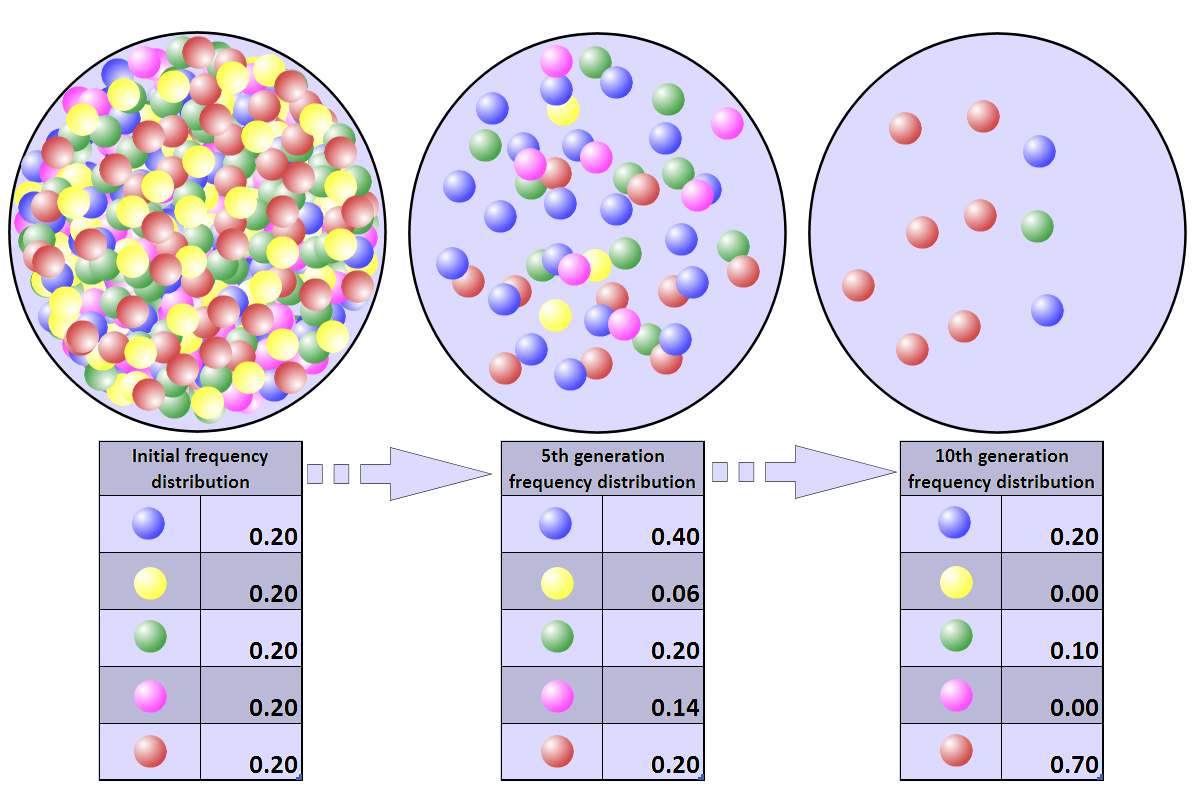
Representación de un cuello de botella poblacional

### Efecto fundador

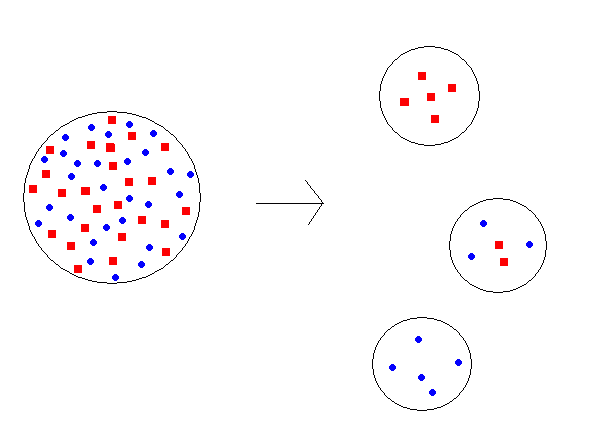
Ilustración que explica el efecto fundador

## Evidencia de la evolución

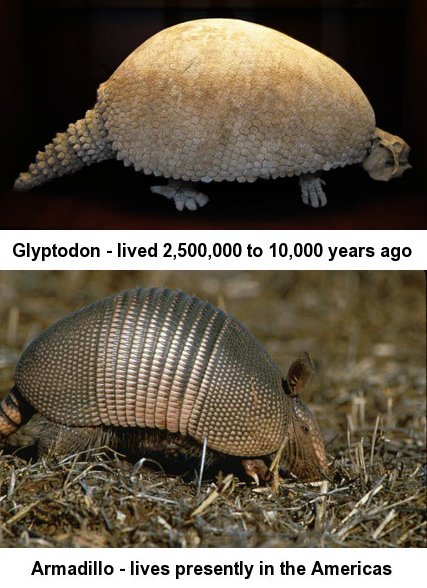
Durante el segundo viaje del HMS Beagle, el naturalista Charles Darwin recogió fósiles en América del Sur, y encontró fragmentos de caparazones que creyó versiones gigantes del caparazón del moderno armadillo que vive en la zona. A su vuelta, el anatomista Richard Owen le demostró que los fragmentos pertenecían a un extinto glyptodon de gran tamaño, emparentado con los armadillos. Este fue uno de los patrones de distribución que ayudó a Darwin a desarrollar su teoría

#### Taxonomía

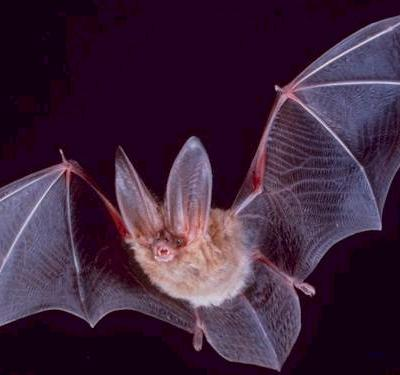
El murciélago es un mamífero cuyos miembros anteriores se han modificado para el vuelo

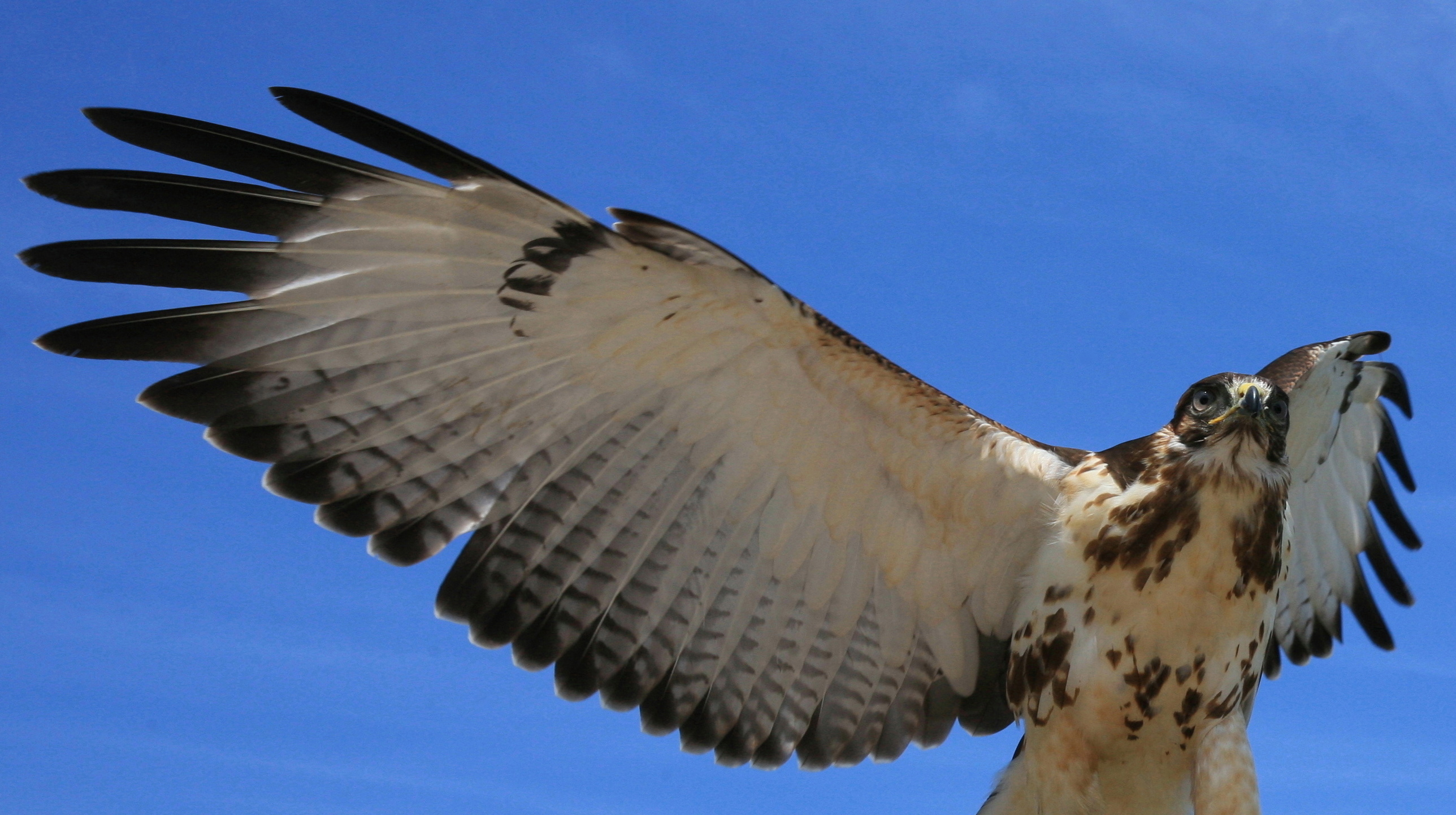
Las alas de las aves y de los murciélagos son ejemplos de evolución convergente.

### Biogeografía

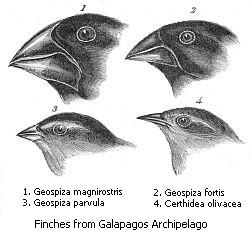
Cuatro especies de pinzón de Darwin, producidas por una radiación adaptativa que diversificó la forma de sus picos para adaptarlos a distintas fuentes de alimento

### Biología molecular

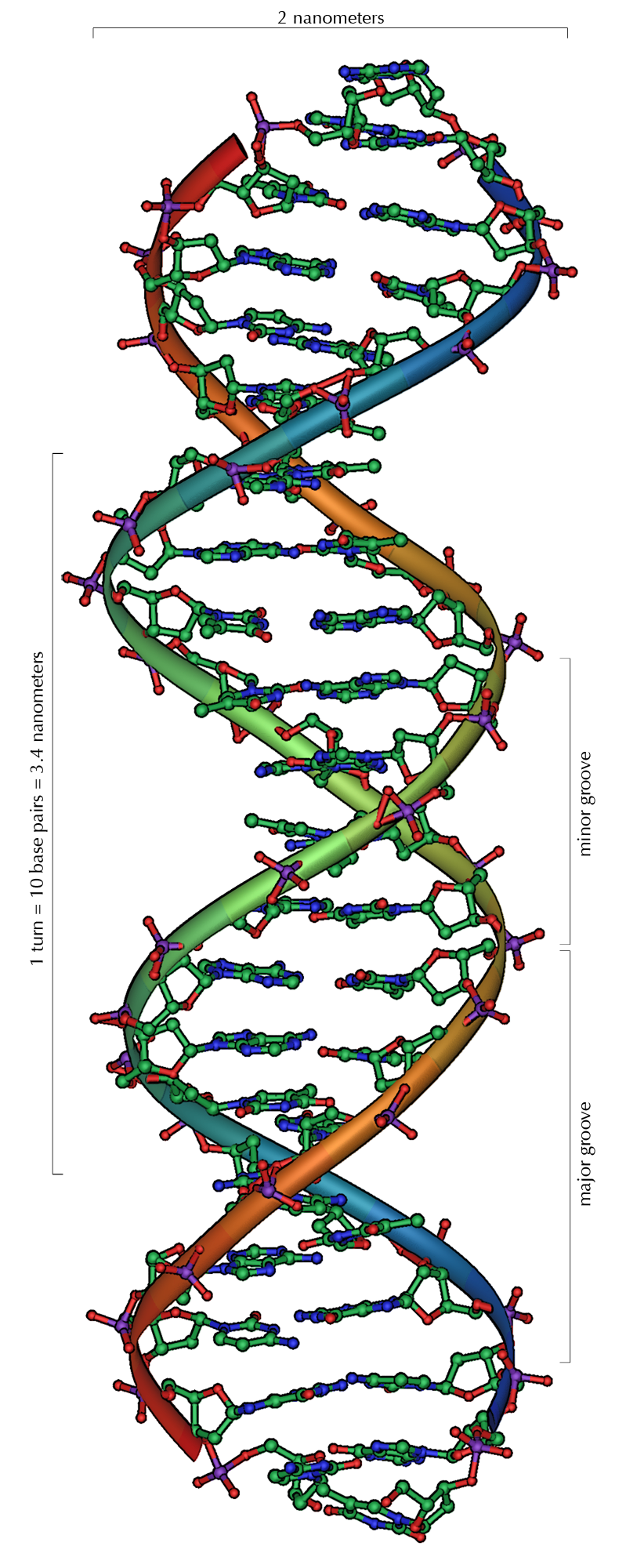
Sección de ADN

### Selección artificial

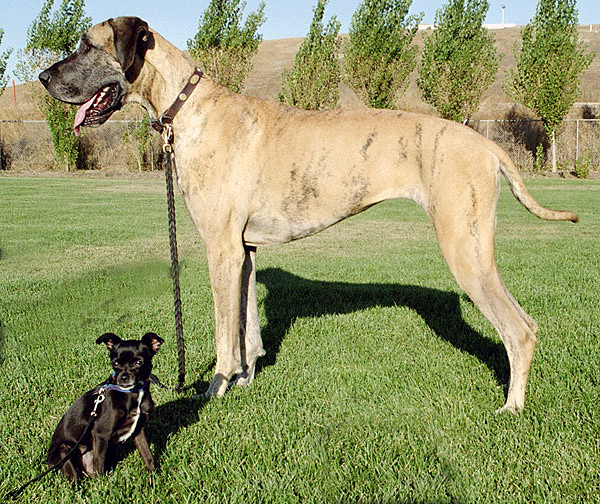
Resultado de la selección artificial: gran danés y Chihuahua